# Schlossberghöhlen
Die Schlossberghöhlen sind Buntsandsteinhöhlen im Schlossberg in Homburg, Saarland. Nach Angaben der Stadt Homburg sind sie die größten Buntsandsteinhöhlen Europas. Sie entstanden durch den Abbau von Buntsandstein. Die Höhlen bestehen aus zwölf Stockwerken und erstrecken sich über einen Bereich von 140 Meter Länge und 60 Meter Breite.

## Geschichte
Die Schlossberghöhlen sind von Menschenhand geschaffen, worauf auch die Tatsache hinweist, dass Buntsandstein kein verkarstungsfähiges Gestein ist. Es kann zwar zu karstähnlichen Erscheinungen kommen (beispielsweise durch Verwitterung), die man Pseudokarst nennt, aber nicht zu einer Höhlenbildung dieses Umfangs. Möglicherweise wurden im frühen Mittelalter Fluchtgänge für die darüberliegende Hohenburg in den Schlossberg gegraben. Später war die sehr weiche und leicht zerbröselnde Buntsandsteinschicht ein begehrter Rohstoff, der abgebaut wurde. Daher sind in der Höhle auch häufig Bergbauspuren zu sehen. Der Untertageabbau wurde durch die unterschiedliche Tenazität des Schichtenpakets von wechselweise auftretenden mächtigen Schichten getrennt durch dünne, spröde, jedoch tragfähige Schichten begünstigt.
Ursprünglich wurde der Sand wegen des hohen Quarzanteils für die Glasherstellung verwendet, später auch als Putz- und Scheuersand für Reinigungszwecke sowie als Formsand für die Eisenindustrie.

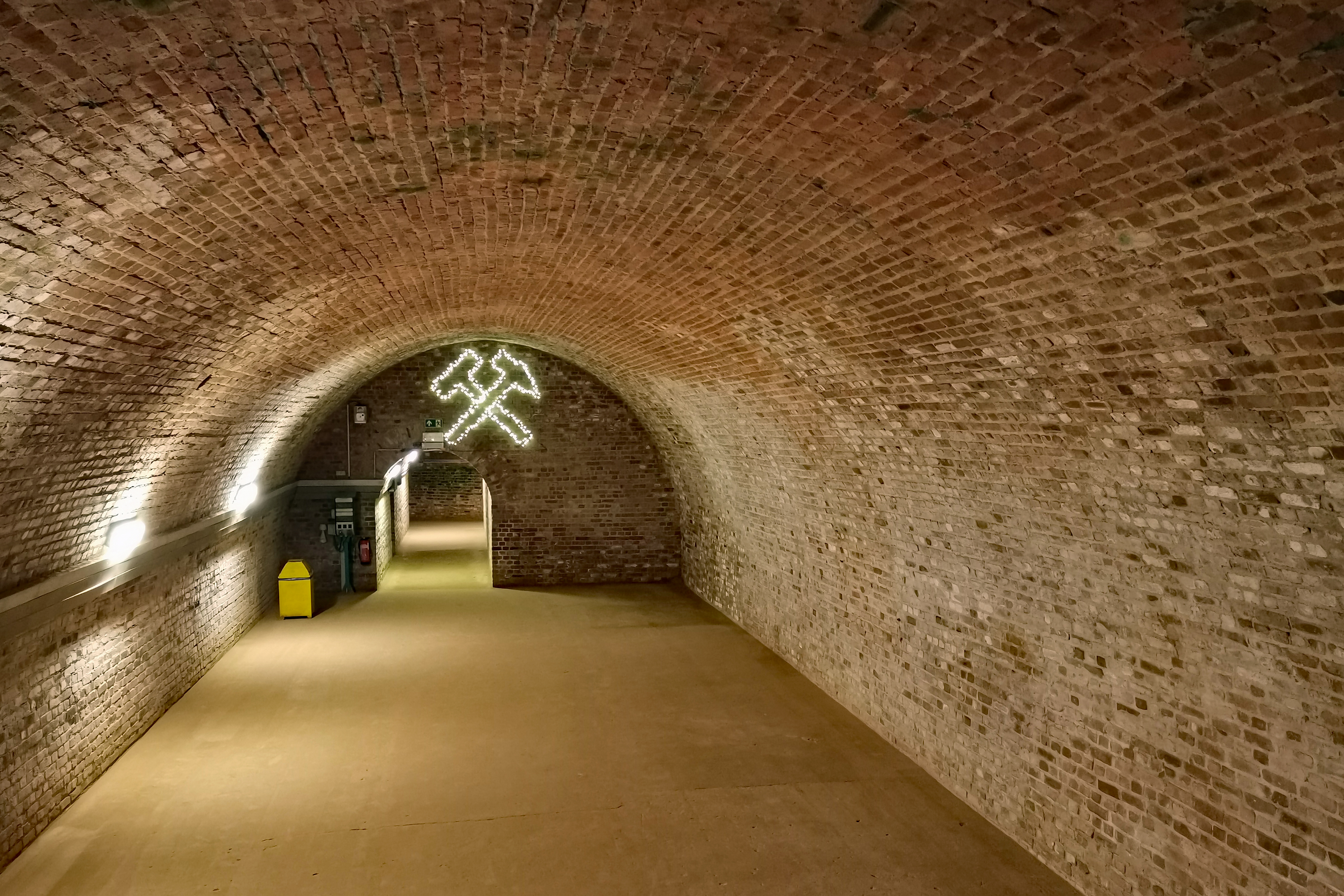
Kaverne der Bunkeranlage

Im Jahr 1671 wurde erstmals eine „Contre-Mine“, also ein Bergwerk, erwähnt.
Das Höhlenlabyrinth diente auch der Festung Hohenburg als Magazin. Burg und Stadt fielen nach dem Tod des letzten Grafen von Homburg im Jahr 1449 an die Grafen von Nassau-Saarbrücken. Der französische König Ludwig XIV. ließ in der Reunionszeit durch seinen Festungsbaumeister Sébastien Le Prestre de Vauban Schloss und Stadt zu einer Festung ausbauen. Die Festungsanlagen wurden 1697 und 1714 geschleift. 1708 wurden die Höhlen im Homburger Schlossberg erstmals in einem Schreiben eines französischen Pionieroffiziers erwähnt. Er beschrieb die Beschädigungen der unterirdischen Gänge und die dadurch verdorbenen Vorräte an Munition und Lebensmitteln.
1872 wurden die Höhlen auf behördliche Anweisung zugeschüttet. Im Juni 1893 fand eine erste Vermessung der Höhlen durch den Königlichen Markscheider Spary statt. Daraufhin wurde die Sandgewinnung eingestellt und das Bergwerk nochmals verschlossen.
Danach gerieten die Höhlen in Vergessenheit, erst 1932 wurden sie wiederentdeckt. Während des Zweiten Weltkriegs dienten die Höhlen als Luftschutzbunker für die Homburger Bevölkerung.

## Bunkeranlage
An die Sandsteinhöhlen schließt sich ein Bunkerbereich an. Dieser wurde unter Geheimhaltung Anfang der 1950er Jahre für die damalige Regierung des Saarlandes unter Johannes Hoffmann in den unteren neun Stockwerken angelegt. Um die Bauaktivitäten zu tarnen, wurde gleichzeitig über dem Bunkerbereich das Schlossberghotel (damals „Sporthotel“ genannt) gebaut, das noch in Betrieb ist. 1955 trat Hoffmann zurück, auch der Bunkerausbau wurde damit beendet. Der Bunkerbereich ist von den Höhlen aus zugänglich und kann beim geführten Höhlenrundgang besichtigt werden. Weitere Eingänge befinden sich hinter dem Schlossberghotel und in der Lagerstraße. Durch einen 30 Meter tiefen Senkrechtschacht besteht eine Verbindung zu einem Stollen der Karlsberg Brauerei. Diese nutzte früher Haupt- und Nebenstollen, die hinter den Anwesen Karlsbergstraße 39 und 41 in den Berg führen.

## Geologie
Das Gestein wird zum mittleren Buntsandstein gezählt, einem Sediment, welches in der Trias teilweise durch Wind- und Meeresablagerungen entstanden ist, wovon die wellenartigen Versteinerungen (Rippelmarken) in den Schlossberghöhlen zeugen. Durch den Eisengehalt der Grundmasse entsteht der rötliche Anteil des Buntsandsteins. Der ansonsten gelbliche Buntsandstein besteht zu etwa 95 Prozent aus Quarz.
Die Temperatur in den Höhlen liegt ganzjährig konstant bei zehn Grad Celsius. Die Luftfeuchtigkeit liegt zwischen 80 und 90 Prozent.

## Besichtigung
Nachdem 2003 eine große Menge Sand von der Decke des Thronsaals gestürzt war, musste die Höhle für Besucher geschlossen werden. Die Schlossberghöhlen wurden daraufhin als Besucherbergwerk deklariert und unterliegen seither dem Bergrecht. In den folgenden Jahren fand eine aufwändige Sanierung statt. Neben dem Einbau neuer elektrischer Anlagen wurden insbesondere die einsturzgefährdeten Bereiche mit Stahlgerüsten gesichert. Seit 2007 ist das zehnte Stockwerk wieder für Besucher als Schauhöhle zugänglich.
Die Höhlen sind von Februar bis November täglich geöffnet.
Nach Fertigstellung weiterer Sanierungs- und Sicherungsarbeiten wurden auch die darüber liegenden beiden Stockwerke 11 und 12 wieder für Besucher zugänglich.